# Parasaurolophus walkeri
A Parasaurolophus walkeri a hüllők (Reptilia) osztályának dinoszauruszok csoportjába, ezen belül a madármedencéjűek (Ornithischia) rendjébe, az Ornithopoda alrendjébe és a Hadrosauridae családjába tartozó faj.
A Parasaurolophus dinoszaurusznem típusfaja.

## Előfordulása
A Parasaurolophus walkeri dinoszaurusz a késői krétakorban élt körülbelül 75 millió évvel ezelőtt. Ősmaradványokat eddig csak Észak-Amerikában, Alberta, Utah és Új-Mexikó államban találtak.

## Megjelenése
A dinoszaurusz hossza 9,5 méter, magassága 4,5 méter és testtömege 2,5 tonna lehetett. A fej hátsó részén található üreges, szarvszerű cső akár 1,6 méter hosszú is lehetett. A hímnek hosszú és egyenes búbja volt, míg a nősténynek rövidebb és görbe búbja volt. Szerepéről különböző elméletek születtek, a legelfogadhatóbb magyarázat szerint a zöngés hangok képzését elősegítő rezgőtest funkcióját töltötte be. Hátsó lába erős és izmos volt, segítségével az állat nagy sebességgel (30–35 km/h) tudott futni. A dinoszaurusz mind a négy végtagján tudott járni, mivel mellső lábain kis, lapos paták voltak. A mellső lábain 4-4 ujja volt, az első kettő lapos patában végződött, a harmadikon és a negyediken nem volt pata. Két lábon járás közben, hogy gerincoszlopa ne roggyanjon meg testsúlya alatt, a hátán erős ínrendszer húzódott végig. Farka hosszú és lapított volt, járás közben az állat magasra tartotta. Egyensúlyozó rúdként szolgált, úszás közben valószínűleg evezőfunkciója volt. Az elcsontosodott inak segítségével tudta mereven tartani az állat.

## Életmódja
Valószínűleg nagy csoportokban élt. Tápláléka kemény növényi anyagok, cikászok levelei és toboztermők tűlevelei lehettek.

## Szaporodása
A nagy halomfészekbe, amely ki volt bélelve elrothadt növényi részekkel, körülbelül 20 darab grépfrút nagyságú tojás volt. Kikelésük után a kicsi dinoszauruszok magas füttyszót hallattak, hogy magukra vonják a szülők figyelmét.

## Rokon fajok
A Parasaurolophus walkeri legközelebbi rokonai a Parasaurolophus cyrtocristatus és a Parasaurolophus tubicen.

## Képek

A Parasaurolophus walkeri méretének összehasonlítása az emberével
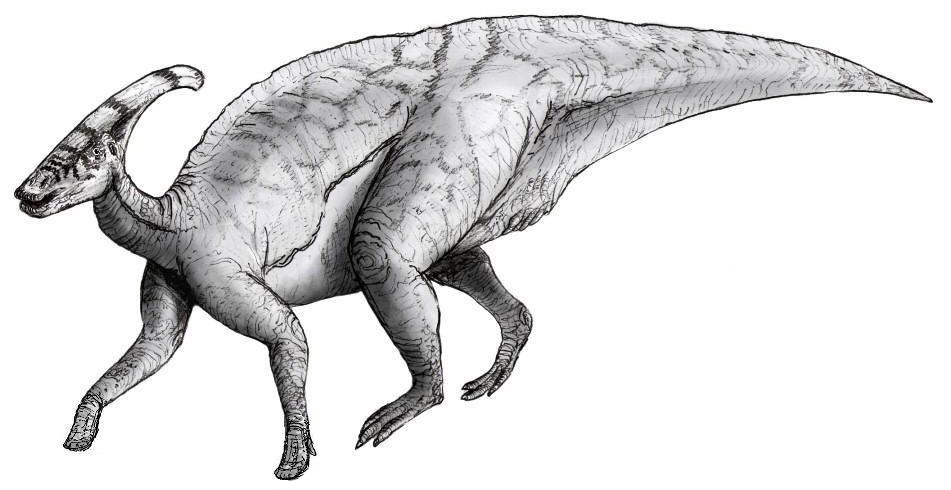
Rajz a Parasaurolophus-ról